# Leo Colins

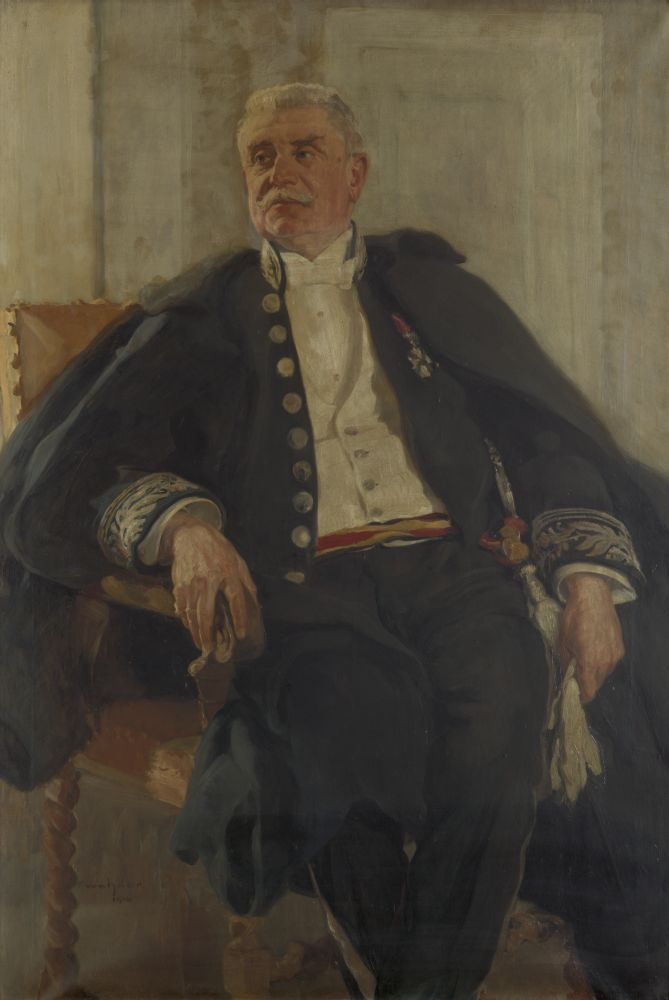
Leo Colins

Léon Louis Théodore (Leo) Colins (Leuven, 4 januari 1851 - aldaar, 29 januari 1938) was een industrieel en een liberaal Leuvens politicus. Van 1905 tot 1921 was hij de burgemeester van Leuven.
Colins leidde een chemische fabriek. Daarnaast bouwde hij een politieke carrière uit. Op 28 november 1891 werd hij gemeenteraadslid van Leuven. In 1901 werd hij schepen onder burgemeester Vital Decoster, belast met de gemeentefinanciën.
Na het overlijden van burgemeester Decoster in december 1904 nam Collins de taken van de overledene over. Op 28 oktober 1905 begon zijn eigenlijke burgemeestersmandaat. Onder zijn leiding moderniseerde de stad: een gasnetwerk werd aangelegd, het elektrisch tramnet werd uitgebouwd en een nieuw slachthuis werd opgericht.
Tijdens de Eerste Wereldoorlog vervulde gedurende de Duitse bezetting van Leuven Alfred Nerincx het burgemeesterschap. Op 21 augustus 1914 diende Colins nog aan de Leuvense bevolking aan te kondigen dat twee van zijn schepenen, senator Leo Vander Kelen en schepen Emiel Schmit, door de Duitse bezetters gevangengenomen waren.